# Jens Munk
Jens Munk (Barbo, cerca de Arendal, Noruega, 3 de junio de 1579 - 28 de junio de 1628) fue un navegante y explorador dano-noruego que estuvo al servicio de Cristián IV de Dinamarca y es recordado como uno de los primeros y más experimentados navegantes y exploradores árticos, que trató de encontrar un atajo hacia el Lejano Oriente, las Indias Orientales y China, tanto a través de un paso del Noreste (1609 y 1610) como de un paso del Noroeste (1619-1620).

## Biografía

### Primeros años
Jens Munk nació en la hacienda de su padre en Barbo, cerca de la actual Arendal (actual condado de Aust-Agder, en el sur de Noruega). Era el segundo hijo de Erik Nielsen Munk (fallecido en 1594), destacado noble y gobernador, que, había recibido varios feudos por sus logros en la Guerra de los Siete Años del Norte. Sin embargo, su padre tenía fama de gobernar brutalmente sus propiedades, lo que lo llevó a varios juicios. En 1585, fue depuesto, desposeído de su título y encarcelado en el castillo de Dragsholm.
 A la edad de ocho años, Jens Munk se mudó a Ålborg, Dinamarca con su madre, que se convirtió en ama de llaves en la casa de la hermana de su esposo que estaba casada con el alcalde de la ciudad.
En 1591, a la edad de doce años, el joven Munk fue a Oporto, Portugal, donde trabajó para el magnate naviero Duart Duez. Al año siguiente, se embarcó en un convoy neerlandés que se dirigía a la ciudad de Bahía, en Brasil. Frente a la costa brasileña, el convoy fue atacado por piratas franceses y Munk estaba entre los únicos siete sobrevivientes. Munk vivió en Bahía (hoy Salvador) durante seis años en los que estuvo al servicio del hermano de Duart, Miguel Duez. En 1599, en circunstancias dramáticas Munk regresó a Europa y Copenhague, cuando el lord Canciller Henrik Ramel, un magnate danés, lo contrató como secretario de barco.

### Primeros viajes árticos
En 1609, zarpó con su socio Jens Hvid en un viaje accidentado a Nueva Zembla a través del mar de Barents, lleno de hielo. La expedición se vio envuelta en una tormenta en el océano Ártico y los barcos quedaron atrapados en el hielo y la tripulación apenas fue capaz de hacer el camino de regreso, arribando a tierra cerca de Arcángel. Llamó la atención del rey Christian IV que al año siguiente le encargó regresar al mismo destino para encontrar el Paso del Noreste. Esta vez, sin embargo, la expedición quedó detenida por el hielo y tuvo que dar marcha atrás cuando llegó a Kildin, en la costa de Múrmansk.
En 1612, durante la Guerra de Kalmar (1611-1613), Jens Munk junto con el noble Jørgen Daa dirigieron un exitoso ataque contra la fortaleza sueca de Älvsborg, cerca de la actual Gotemburgo, y consiguió acrecentar su reputación. Posteriormente, se le dieron importantes tareas para completar en latitudes norte y sur. Luego, en 1615, capturó a Jan Mendoza —el pirata más famoso de su tiempo que luchó en la batalla de Kanin Nos— cerca de la entrada del mar Blanco, en la costa norte de Rusia. No transcurrió mucho tiempo para que Munk fuera conocido por ser uno de los mejores oficiales de la marina danesa-noruega. 
En la primavera de 1617, fue a España y reclutó a dieciocho balleneros vascos para la primera expedición ballenera danesa a Spitsbergen, la mayor de las islas del archipiélago de Svalbard, siendo el primero en introducir la caza de ballenas del Ártico como una industria lucrativa en Dinamarca.
En 1618 el rey Cristián IV le nombró comandante de la primera expedición danesa a las Indias Orientales, con cinco barcos y casi 1000 hombres, pero solo un mes antes de la salida de la expedición, en noviembre, Munk fue relegado y sustituido por el noble, mucho más joven, Ove Gjedde (1594-1660). La razón para su relevo no está clara, pero lo más probable es que fuera a causa de un conflicto que Munk habría tenido con el Lord Canciller, Christian Friis. El revés de Munk se vio agravado por la muerte de su hermano Niels y su buen amigo Jørgen Då. Unos meses antes, Munk también había perdido una gran cantidad de dinero como resultado de una expedición ballenera fallida, lo que provocó una pérdida de prestigio social. En un intento por recuperar su posición social, inició la planificación de una expedición mucho más espectacular en 1619, la búsqueda del Paso del Noroeste.

## La expedición a la bahía de Hudson (1619-1620)

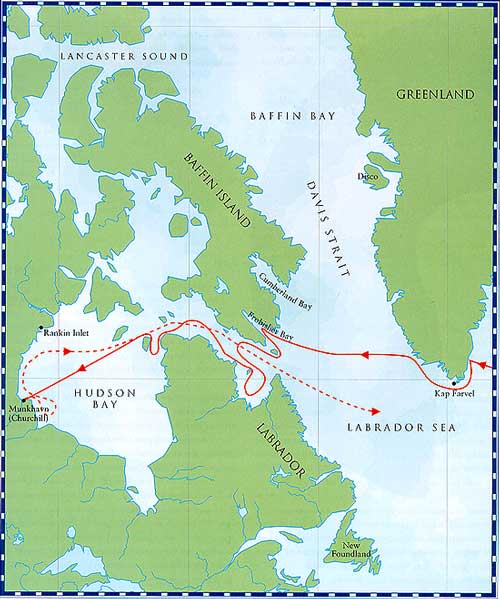
El viaje de Munk entre 1619 y 1620

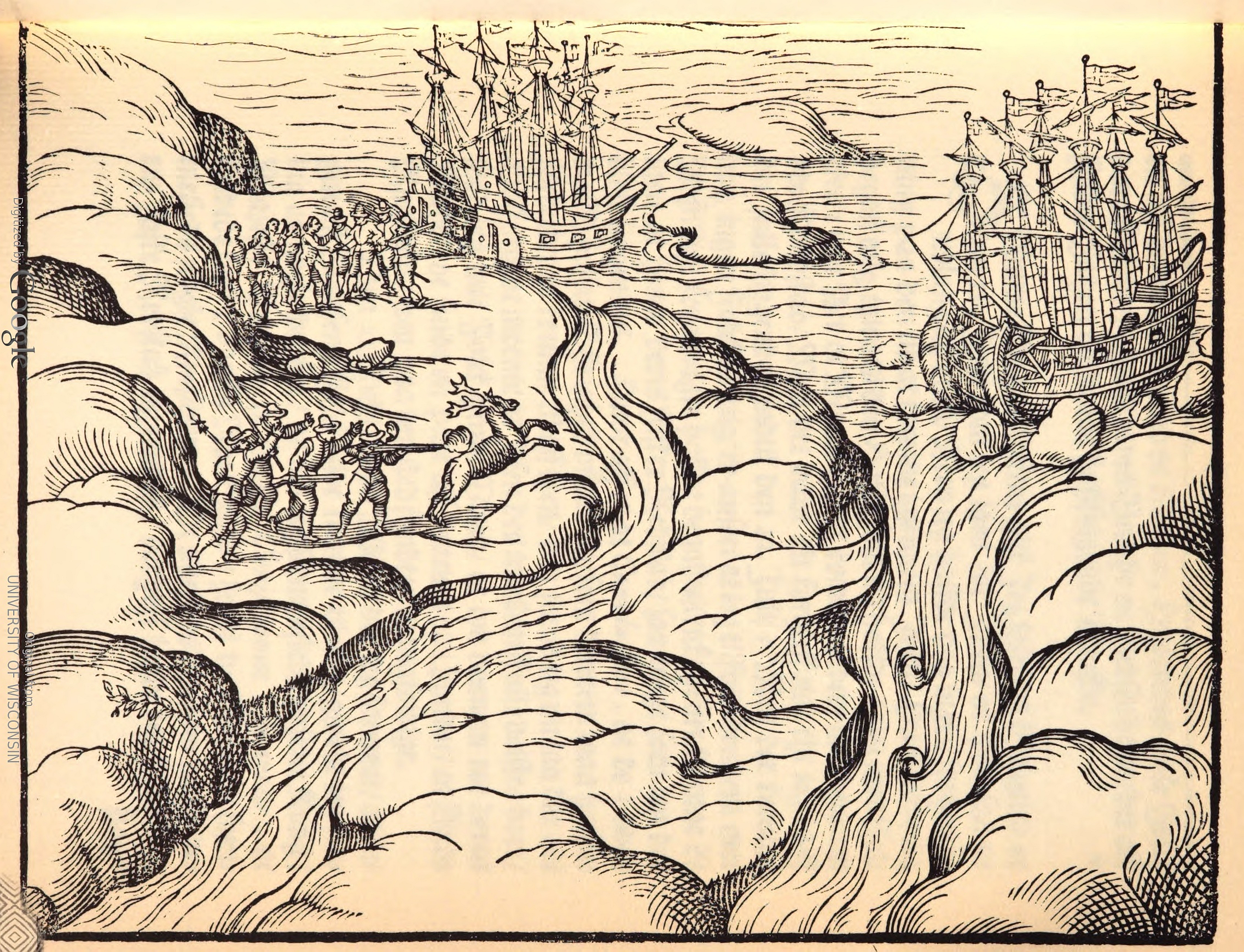
Expedición de Munk al estrecho de Hudson

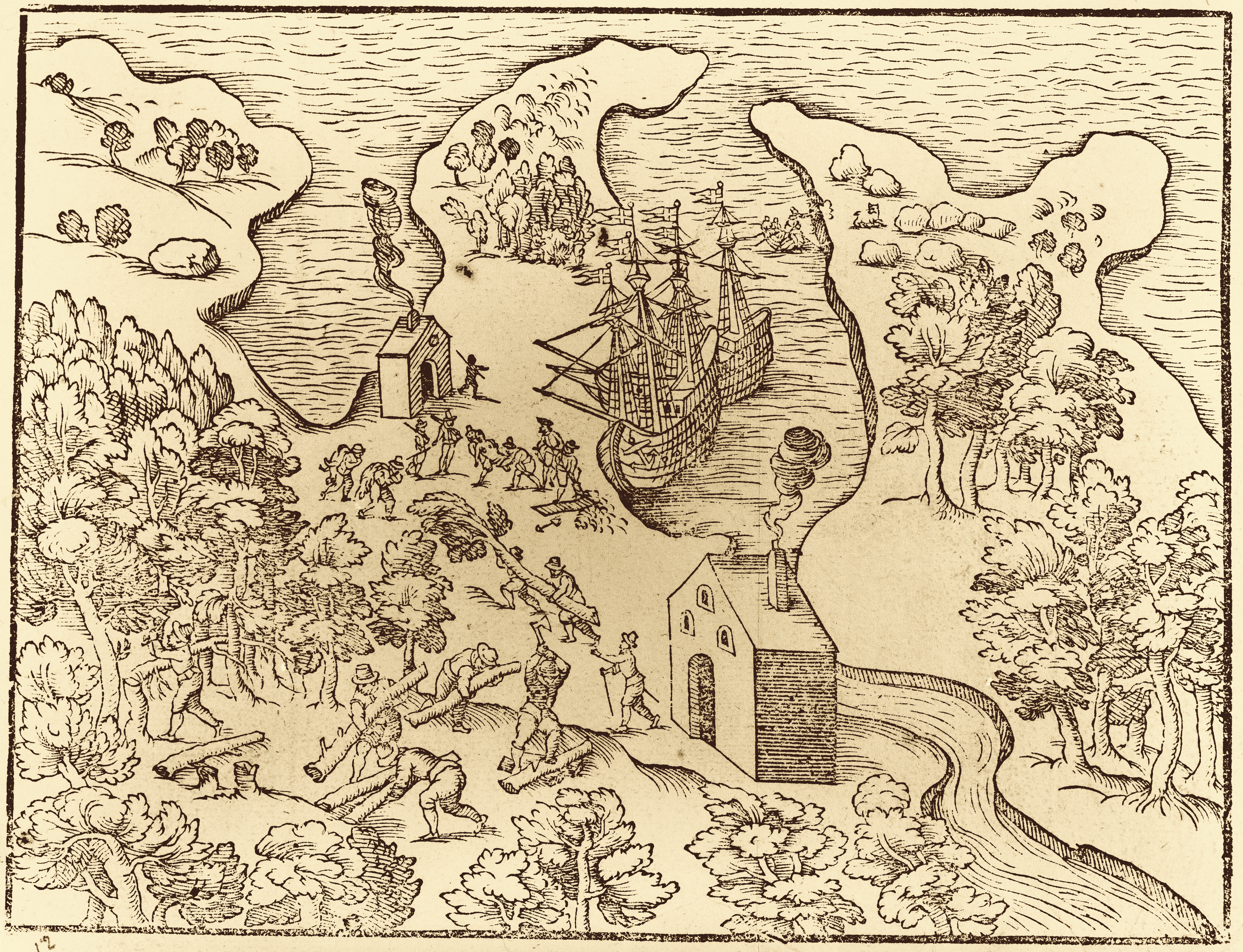
Mapa a vista de pájaro del sitio de invernada de Munk en la desembocadura del río Churchill

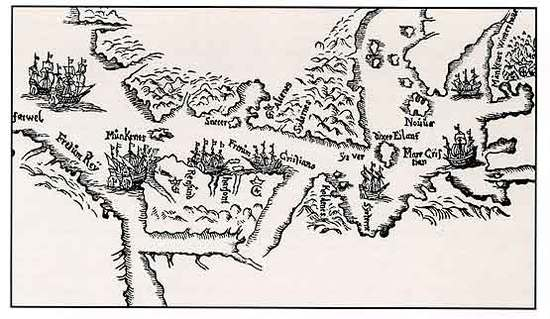
Un mapa dibujado a mano por el propio Jens Munk en 1624 del área entre el cabo Farewell, en Groenlandia, y la bahía de Hudson en Canadá, visto desde el norte.

Sin embargo, el sueño de su vida comenzó en serio en 1619 cuando recibió la orden de encontrar el Paso del Noroeste, que se creía se extendía entre la bahía de Hudson y el océano Pacífico. El ambicioso Christian IV había diseñado un gran plan para controlar ambos estrechos árticos, el del nordeste y el noroeste, con el fin de tener acceso a las riquezas de Oriente. Se creía que una ruta por el norte hacia Japón y China (Catay) sería mucho más rápida que las rutas comerciales habituales. Y se sugirió incluso que navegando hacia el norte, la distancia sería solamente de un quinto de la de la ruta tradicional que bordeaba África y cruzaba el océano Índico.
El 9 de mayo de 1619, Jens Munk zarpó de Copenhague con dos de los barcos de Su Real Majestad, la fragata Enhiörningen [Unicornio] y a balandra Lamprenen [Lamprea], que habían sido equipados bajo su propia supervisión, y que contaban con una tripulación de 64 marineros, daneses y noruegos. Uno de los tripulantes era Rasmus Jensen, sacerdote de la Iglesia de Dinamarca que ahora es reconocido como el primer clérigo luterano en Canadá. Ese viaje resultara ser dramático.
Pusieron primero rumbo hacia el norte, a las islas Shetland, siguieron hacia las islas Feroe, y continuaron navegando hacia el oeste, hasta arribar frente a las costas de Groenlandia. Divisaron el cabo Farewell el 30 de junio, diez días después de haber avistado Groenlandia. Penetraron en el estrecho de Davis hasta los 69°N y el 8 de julio ya habían avistado la ribera occidental, pero no pudieron acercarse a tierra por el hielo y la niebla. Cuando el tiempo aclaró, siguieron hacia el oeste, navegando en la bahía de Frobisher, pensando que era el estrecho de Hudson. Al descubrir el error, volvieron y navegaron hacia el sur, pasando casi un mes luchando hasta que estuvieron convencidos de haber alcanzado el estrecho, que Munk bautizó como Fretum cristiana. Siguieron peligrosamente la orilla norte del estrecho, entre el hielo y la tierra. En un lugar llamado por Munk Rinsund desembarcaron en tierra y tuvieron un encuentro con los nativos, probablemente esquimales, y cazaron algunos renos. Munk tomó posesión de esas tierras en nombre de Cristián IV. Después de dejar Rinsund, quedaron atrapados en el hielo durante seis días. Exploraron una pequeña cala, que Munk llamó el 31 de julio Haresund, hasta que el tiempo mejoró (la posición de Haresund no se conoce con precisión).
Munk se hizo de nuevo al mar el 19 de agosto, poniendo rumbo OSO. Sus pilotos pensaban que estaban ya en la bahía de Hudson, pero Munk no estaba seguro y en realidad estaban en la bahía de Ungava. Después de rectificar este error, ya no cometieron más errores de navegación. Con vientos adversos, les tomó otros seis días recuperar nuevamente las aguas del estrecho y lograr entrar en la bahía de Hudson, cerca de la isla Digges. Munk llamó al conjunto de lo que ahora se conoce como bahía de Hudson Novum Mare Christian. En ese momento, solo se conocía como «bahía de Hudson» la parte sur, siendo la parte occidental llamada bahía de Button. El relato de Munk es el primero que trató todo el conjunto como un mar interior, y su mapa fue el primero en el que se representó la totalidad de la bahía.
Al llegar a la bahía de Hudson, Munk navegó hacia el suroeste, buscando alcanzar la costa oeste en un lugar determinado —aunque exactamente no se conoce cual sería, ya que no hay existe copia de sus instrucciones—. El cruce de la bahía se realizó sin incidentes y desembarcaron en un lugar llamado más tarde cabo Churchill, donde Munk inmediatamente buscó refugio para sus naves. El clima empeoró poco después, siendo ya principios de septiembre, y Munk se vio obligado a invernar en Puerto Churchill, en el estuario del río Churchill, planificando buscar el pasaje en la primavera siguiente. No hay duda del sitio donde invernó, ya que la descripción de Munk fue más explícita y, en una fecha posterior, se encontraron los restos de su estancia allí. Llamó al estuario bahía de Jens Muncke.
Munk fue el primer europeo en visitar la zona, aunque Thomas Button puede haber pasado por ella en 1612 y 1613 sin tomar nota de ello. Mientras llegaba el invierno, Munk realizó algunas observaciones científicas y evaluaciones, tales como las migraciones de aves, un eclipse de Luna, parhelios, y sus puntos de vista sobre los orígenes de los témpanos de hielo que había visto en los estrechos de Davis y de Hudson.
Munk animó a sus hombres a que realizasen ejercicio en tierra y cazasen, pero a medida que el tiempo fue más frío y la nieve más profunda, se limitaron a permanecer en sus barcos. El frío y el hambre comenzaron a pasar factura y en enero de 1620 los hombres empezaron a sucumbir ante el escorbuto. A pesar de que en las naves había reservas adecuadas de hierbas, aguas y medicamentos, nadie sabía la forma de administrarlos. En marzo, la mitad de la tripulación estaba muerta, y el 4 de junio, 61 de los tripulantes habían perecido, quedando solo Munk y otros dos hombres, debilitados por la enfermedad. (Más tarde, un grupo de indios regresó a la costa de la bahía de Hudson, donde había acampado la expedición. Encontraron varios cuerpos insepultos de apariencia extraña y tiendas abandonadas de Munk. Sin saber qué era la pólvora, le prendieron fuego y muchos de ellos murieron.[cita requerida]) Sin embargo, los tres se recuperaron lo suficiente para intentar un regreso a Europa en el Lamprenen . Partieron el 16 de julio de 1620 e increíblemente ellos tres lograron manejar el barco durante el viaje de regreso. En el relato de Munk se habla poco del viaje de vuelta, en el que siguieron un curso muy parecido al del viaje de ida. Llegaron a Bergen, Noruega, el 21 de septiembre. A raíz de algunos disturbios en Bergen, Munk fue arrestado, pero salió en libertad condicional después, por orden del rey, solo para regresar a Copenhague, donde llegó el 25 de diciembre.
Munk quedó decepcionado con el fracaso de la expedición: no se había preparado para el frío extremo —peor del que había experimentado en sus viajes infructuosos a Nueva Zembla— y además, había planeado vivir en tierra y tener carne fresca. Más tarde, hizo planes para regresar a la zona con colonos para iniciar el comercio de pieles allí. Hizo varios preparativos para un segundo viaje para tomar posesión de «Nova Dania» (Nueva Dinamarca) para la corona danesa, pero su salud era muy débil para llevarlo a cabo y finalmente se pospuso por varias razones.

### Carrera posterior
A pesar de las experiencias fracasadas en la bahía de Hudson, Munk continuó sirviendo como explorador polar y diplomático danés. Navegó a Malmis (Kola Ciudad), en 1623, como almirante de una fuerza de asalto naval en respuesta a un ataque de Rusia a los comerciantes daneses. El caos provocado en Malmis fue horrendo y dio lugar a unas tensas relaciones entre Dinamarca-Noruega y el zar de Rusia. En 1624, sin embargo, Munk estaba una vez más en el mar del Norte, esta vez para librar las aguas costeras de los piratas. En 1625 fue nombrado almirante y durante la guerra de los Treinta Años Munk lideró un bloqueo sobre el río Weser, en 1626 y 1627. Luego tomó parte en los ataques contra las tropas de Wallenstein en Fehmarn y en el fiordo de Kiel, en marzo y abril de 1628.
Munk murió el 26 de junio del mismo año, probablemente como resultado de haber sido herido en los combates en el fiordo de Kiel un par de meses antes. Sin embargo, según el científico francés Isaac de La-Peyrère, que servía como legado en la embajada francesa en Copenhague, Munk habría muerto como consecuencia de una disputa con el rey Cristián IV, en la que el rey habría atacado furiosamente a Munk con su bastón causándole la muerte. Munk fue enterrado en la Iglesia Luterana St. Nikolai, Copenhague, ahora llamada Centro Cultural Nikolaj.
A pesar de los fracasos de sus grandes planes, Jens Munk ha mantenido una buena reputación como explorador marino y polar. Estuvo casado con Katherine Adriansdatter (en 1613), de la que se divorció en 1623 y con Margrete Tagesdatter (fallecida en 1651). Tuvo varios hijos.

## Obras

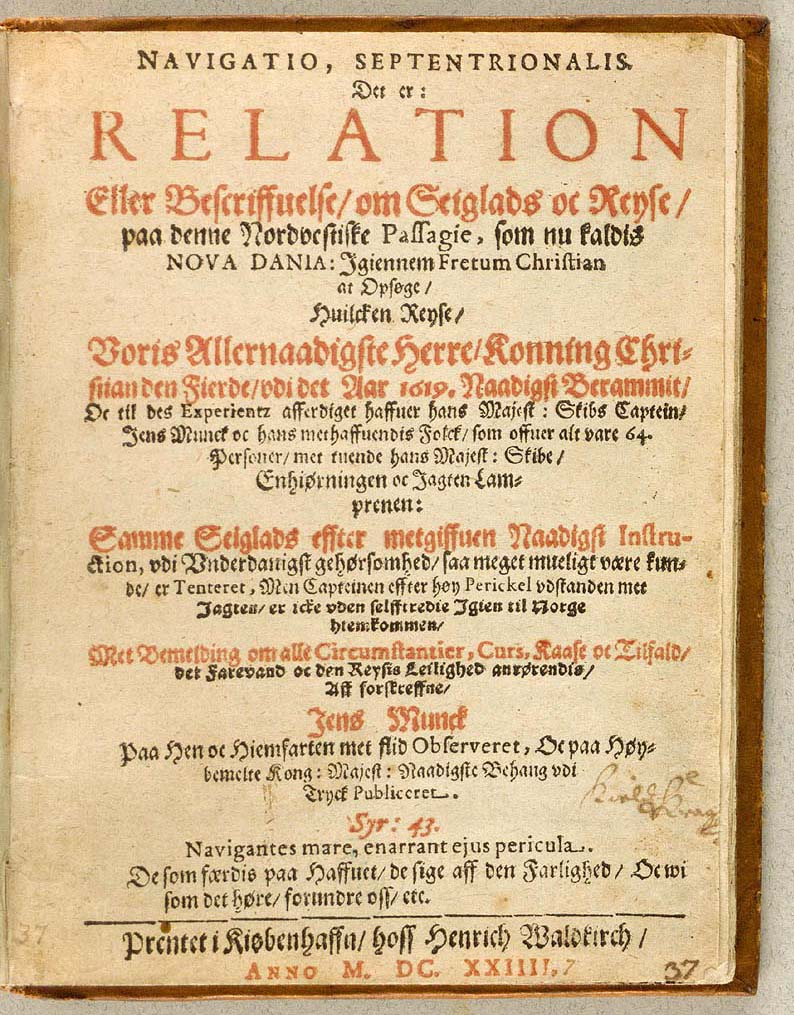
Página de título del relato del viaje de Munk, Navigatio Septentrionalis (1624)

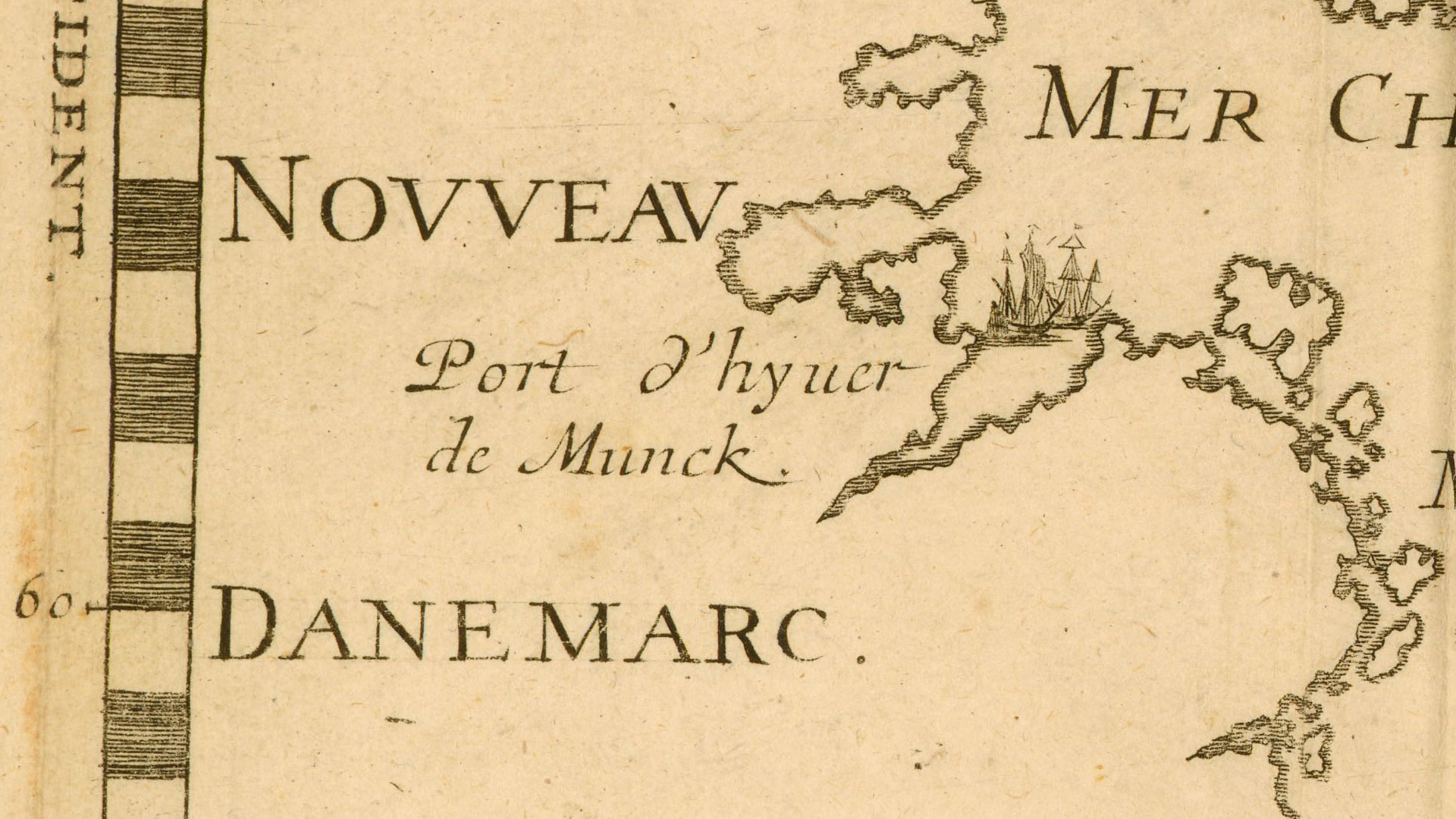
Detalle del mapa de Isaac La Peyrère (1647) que muestra el puerto de invierno de Munk a unos cinco grados demasiado al norte. El nombre Nouveau Danemarc y otras traducciones de la Nova Dania de Munk se encontrarían en muchos mapas durante las décadas siguientes.

Un relato del viaje de Munk en 1619-1620 a la bahía de Hudson fue publicado por él en Copenhague en 1624 con el título de «Navigatio Septentrionalis, Efterretning af Navigationen og Reisen til det Nye Danmark af Styrmand Jens Munk». La 2ª. edición, editada de forma anónima y publicada en 1723, tiene una biografía de Munk, que se cree que fue extraída de su propio diario. Una 3ª. edición, publicada en Copenhague en 1883, consistió en una reimpresión exacta de la edición 1624, con una Introducción y Notas de P. Lauridsen, que incluía alguna información interesante más encontrada en los Archivos del Estado danés. El original de Munk, un manuscrito autografiado que recoge la mayor parte del texto, es propiedad de la Biblioteca de la Universidad de Copenhague.
En 1647, Isaac La Peyrère incluyó en su Relation du Groenland  un resumen en francés del relato de Munk y un nuevo mapa, ambos empañados por muchas inexactitudes que serían perpetuadas por los siguientes escritores y cartógrafos. Nuevas ediciones de Awnsham y John Churchill (1704 [1650]), An account of a most dangerous voyage perform'd by the famous Captain John Monck, in the years 1619, and 1620; [Un relato de un viaje sumamente peligroso realizado por el famoso capitán John Monck, en los años 1619 y 1620]; Peter Lauridsen (Copenhague, 1883), Efterretning af Navigationen og Reisen til det Nye Danmark af Styrmand Jens Munk; y por C. C. A. Gosch,  Danish Arctic Expeditions 1605 to 1620, volumen ii. Sociedad Hakluyt, No. xcvii (Londres, 1897).
En 1964, una excavación arqueológica a pequeña escala en el sitio de Munk en el río Churchill por dos daneses, Thorkild Hansen y Peter Seeborg, encontró algunos restos de Unicorn en las llanuras mareales. Ahora se encuentran en el Museo Nacional de Dinamarca. Hansen también escribió el popular libro The Way to Hudson Bay: The Life and Times of Jens Munk (1969) [La ruta a la bahía de Hudson: la y tiempo deJens Munk ], adaptado a una película en 2015.

## Reconocimientos
La canadiense isla Jens Munk, ubicada en la cuenca Foxe frente a la costa de la isla de Baffin, lleva en su honor su nombre. También lo honra el Munk Harbour en la desembocadura del río Churchill en la bahía de Hudson.
La rosa de Jens Munk (Hybrid Rugosa Rose Jens Munk)  fue desarrollada por Agriculture and Agri-Food Canada y fue nombrada en su honor.